# Большое Фоминское (Тверская область)
Большое Фоминское — деревня в Весьегонском районе Тверской области Российской Федерации.
Расположена в 27 км к юго-юго-западу от Весьегонска. Через деревню проходит автодорога Тверь — Весьегонск. В 3 км западнее деревни проходит тупиковая железнодорожная линия Овинище — Весьегонск.

## История
Бывшая государственная деревня, располагающаяся на тракте Красный Холм - Весьегонск.
В 1685 — 1690 годах деревня входит в состав Устюженского уезда.
В 1778 году Большое Фоминское входит в состав Весьегонского уезда Тверского наместничества.
В 1906 году на краю деревни строится земское училище.

## Население
| 1859 | 2010 |
| ---- | ---- |
| 483  | ↘57  |